# Aeroporto de Namangã
O Aeroporto de Namangã (em uzbeque: Namangan Aeroporti) (IATA: NMA, ICAO: UTFN) é um aeroporto localizado na cidade de Namangã, no Uzbequistão, sendo o segundo aeroporto mais movimentado do país.